# Николо-Сольбинский монастырь
Николо-Сольбинский монастырь — женский (до 1903 года — мужской) монастырь Переславской епархии Русской православной церкви. Расположен на реке Сольбе в местечке Сольба Нагорьевского сельского поселения Переславского района Ярославской области в 95 км от Сергиева Посада.

## История

### До революции
Свою историю Николо-Сольбинский монастырь ведёт с конца XV - начала XVI века предположительно, как хозяйственное подворье Московского Симонова монастыря, владевшего селом Былцино с приписными деревнями и пустошами по сохранившейся дарственной грамоте периода 1453–1460 годов.
Первое описание земельных угодий Николаевской Сольбинской пустыни как независимого монастыря относится к 1543/1544 году.
Первоначально был мужским и находился на Быльцыном поле, что в 4 км от нынешнего расположения монастыря. Название берёт от главной святыни монастыря — чудотворной иконы святителя Николая. Ему был посвящен и первый деревянный храм обители, построенный в XV веке и сожженный впоследствии поляками.
Обитель была дотла разорена в Смутное время в 1609 году. 
Почти сто лет обитель была в запустении, но в период 1710–1713 годов Сольбинская пустынь возродилась на новом месте близ речки Сольбы благодаря личному попечению духовника женской половины Царской семьи настоятелю Переславского Данилова монастыря  архимандриту Варлааму (Высоцкому) и попечению супруги Императора Петра I Екатерины I.
Новый деревянный Никольский храм с приделом в честь великомученицы Варвары был выстроен в 1713 году. Каменный храм в честь Успения Пресвятой Богородицы был построен в 1730-х годах; впоследствии в нём появились приделы святителя Николая и Усекновения главы Иоанна Предтечи. Храм вернули верующим в 1994 году.
В ХVIII веке монастырь был основным местом ссылки («заключения под начало») клириков Переславской епархии.
В начале XX века здесь были 9 монахов и 10 послушников.
В декабре 1903 года монастырь был преобразован в женский. Все первые насельницы прибыли из Переславского Никольского монастыря (незадолго до этого также преобразованного из мужского в женский), а до этого подвизавшиеся в Александровском Успенском монастыре. Подвижнические труды игуменьи Макарии, умелое ведение хозяйства, молитвы сестёр привели к подлинному расцвету обители. На 1914 год в монастыре числилось 115 сестёр.

### Советский период
В годы Гражданской войны коммунисты села Нагорье при поддержке Губернской ЧК и отряда красноармейцев захватили монастырь и прогнали монахинь. Из подвалов Сольбинского монастыря похитили 3,3 тонны зерна, 60 мешков ржи и 60 мешков овса. После изгнания законных владельцев на базе монастырского имущества обосновалась коммуна «Новая жизнь», развалившаяся в 1923 году.
В 1920–1930-е годы в окрестностях рядом с храмом действовал тайный женский монастырь из бывших сольбинских насельниц. В 1937 году был расстрелян последний священник обители Леонид Гиляревский. В том же году по обвинению в «контрреволюционной деятельности» расстреляли и последних настоятелей: игумена Игнатия (Савочкина) и иеромонаха Паисия (Елисеева). 
В 1920 — начале 1950-х годов в помещениях бывшего монастыря размещался Детский дом смешанного типа. В конце 1940-х — начале 1950-х годов Детский дом соседствовал с интернатом для инвалидов Второй Мировой войны. В 1961–1962 годах интернат был перепрофилирован в Областную психиатрическую больницу «Сольба» Переславского района, которая была ликвидирована 13 сентября 1994 года. 
Изуродованные помещения бывшего монастыря в феврале 1995 года перешли на баланс Переславского Никитского мужского монастыря, а в  декабре 1997 года Священный Синод благословил восстановить на Сольбе женскую обитель. 26 января 1998 года настоятельницей была назначена игумения Еротиида (Гажу).

### Возрождение
Постоянные насельницы появились в 1999 году в двухэтажном здании XIX века, которое впоследствии было перестроено: в 2002 году на здании появился третий этаж с храмом блаженной Ксении Петербургской. Храм был освящен 23 ноября 2014 года.
Правый придел Успенского храма был освящен 14 октября 2001 года в честь Покрова Божией Матери. Центральный Успенский придел и левый придел Усекновения главы Иоанна Предтечи были освящены 13 сентября 2003 года. В Успенском приделе хранятся почитаемые мощи Глинских старцев, частицы мощей многих почитаемых святых и мучеников хранятся также в Покровском приделе и приделе Усекновения главы Иоанна Предтечи. Икона Николая Чудотворца с частицей мощей была пожертвована монастырю настоятелем Московского храма Рождества Пресвятой Богородицы в Крылатском протоиереем Георгием (Бреевым) 22 мая 1999 года в первый престольный праздник возрожденного монастыря. Она также хранится в Успенском храме.
На конец 2024 года в монастыре семь действующих храмов: в честь Успения Пресвятой Богородицы, храм блаженной Ксении Петербургской, Никольский храм, храм святителя Спиридона Тримифунтского, храм Петра и Павла, деревянный храм в стиле северного зодчества, освященный в честь преподобного Сергия Радонежского и «пещерный» храм преподобных Антония и Феодосия Киево-Печерских. В ходе строительства пещерного храма обнаружили святой источник, который вывели за монастырскую стену. Ведется строительство еще пяти храмов.
При монастыре действует общеобразовательная школа «Добрая школа на Сольбе». Здесь открыт профессиольный колледж. Это первый православный колледж в России.
На 2015 год в монастыре 40 насельниц. 18 мая 2019 года в монастыре был освящен храм в честь святителя Николая, небесного покровителя монастыря, заложенный в 2003 году. Освящение и Литургию совершил епископ Переславский и Угличский Феоктист (Игумнов).
В 2020 году открыт многопрофильный медицинский центр имени преподобного Агапита Печерского, врача безмездного.
В монастыре работают художественные мастерские: керамическая, вышивальная, швейная, пряничная и другие. Сольбинская керамика и вышивка получили статус народных художественных промыслов Ярославской области.
При монастыре работает Научный отдел, который возглавляет историк К.Г. Капков.

### Персоны
На 1725 год в мужской Сольбинской пустыни подвизались 35 монахов, в 1900 году — 11 . К началу 1917 года в женской Сольбинской пустыни числились 15 монахинь и 83 послушницы.
Известные настоятели мужской Сольбинской пустыни: Пахомий (Симанский), Аркадий (Федоров) и Владимир (Алявдин).
Единственная настоятельница женской Сольбинской пустыни с 1904 по 1918 год игуменья Макария (Скудина). 
Все священно-церковнослужители и ряд бывших насельниц подверглись репрессиям; игумен Игнатий (Савочкин), иеромонах Паисий (Елисеев), протоиерей Леонид Гиляревский , священник Николай Ершов были расстреляны. 
Николай (Ершов) причислен к лику святых Новомучеников и Исповедников Российских 20 августа 2000 года для общецерковного почитания .
У алтаря Успенского храма похоронен историк Матфей Григорьевич Спиридов и его супруга Ирина (дочь известного историка Михаила Михайловича Щербатова).

### Сохранившиеся предметы
Святыня, относящаяся ко времени основания Сольбинской пустыни — образ святителя Николая Чудотворца в житии; был изъят из монастырской церкви в 1926 году и ныне хранится в Переславль-Залесском государственном историко-архитектурном и художественном музее-заповеднике. Там же находится ряд других сольбинских икон, монастырские иллюстрированные Синодики XVIII века и хранившаяся в ризнице Сольбинской пустыни чарка Троице-Сергиевой лавры келаря Арсения (Суханова), изъятая в 1923 году.